# Atapirire (Venezuela)
Pour les articles homonymes, voir Atapirire.
Atapirire est la capitale de la paroisse civile d'Atapirire de la municipalité de Francisco de Mirandal dans l'Anzoátegui au Venezuela.